# Școala megarică
Școala Megarică a fost o școală filosofică greacă întemeiată de Euclid din Megara lângă Atena și care a fost activă de la sfârșitul secolul al V-lea î.Hr. până la începutul secolul al III î.Hr.
Nu s-au păstrat scrieri ale megaricilor și ceea ce știm despre doctrina lor se bazează pe lucrări ale contemporanilor lor. Au fost influențati de Socrate și de eleați și au formulat critici la adresa lui Platon și a lui Aristotel.
A fost celebră ca școală de dialectică; din această cauză Școala megarică s-a mai numit și Școala eristică (eristică = arta de a disputa). Această artă constă din a reduce la absurd concluziile adversarului. Diogenes Laertios spune că megaricii nu atacau premisele ci concluzia susținută de adversar. Argumentarea consta din întrebări care conduceau la o contradicție.
Concepția filosofică a megaricilor poate fi rezumată în felul următor: ideile au o existență reală; ele sunt absolut izolate unele de altele, între ele nu există nici un raport. Neavând nici o legătură între ele, nici o judecată nu e posibilă. Megaricii au căutat să dovedească prin argumente paradoxale imposibilitatea gândirii însăși.

#### Principalele paradoxuri megarice
- Mincinosul : minte cineva când spune că minte?
- Grămada : câte boabe de grâu formează o grămadă?
- Pleșuvul : câte fire de păr trebuie să lipsească unui cap pentru a fi numit pleșuv?

#### Megarici
Euclide din Megara, Diodore Cronos, Eubulide, Stilpon, Apollonios Cronos.